# Шерстнёв, Григорий Иванович
Григорий Иванович Шерстнёв (6 августа 1898, Орёл — 23 октября 1944, Рига) — советский военачальник, генерал-майор (1 октября 1942 года).

## Биография
Григорий Иванович Шерстнёв родился 6 августа 1898 года в Орле.

### Первая мировая и гражданская войны
В феврале 1917 года был призван в ряды Русской императорской армии и направлен в 90-й запасной полк, дислоцированный в Саратове, а в июне был переведён в Башкадыкларский 185-й пехотный полк (Юго-Западный фронт), где служил на должностях командира отделения, помощника командира взвода и младшего унтер-офицера.
В феврале 1918 года вступил в ряды РККА и направлен стрелком в железнодорожную охрану Орла. В июле был назначен на должность командира взвода караульного отряда там же. С октября принимал участие в боевых действиях в составе 105-го стрелкового полка (35-я стрелковая дивизия, Восточный фронт). В декабре 1919 года был направлен на учёбу в Москву на инструкторские курсы, после окончания которых в марте 1920 года был направлен в Полтаву, где служил на должностях помощника командира роты в составе 226-го батальона и 550-го стрелкового полка.

### Межвоенное время
С февраля 1921 года служил в составе 59-го Краснознамённого стрелкового полка, дислоцированного в Переяславле на должностях помощника командира и командира роты. В августе того же года был направлен на учёбу на повторные курсы комсостава, дислоцированные в Харькове, после окончания которых в январе 1922 года был направлен в 20-й стрелковый полк, где служил на должностях командира взвода, роты и батальона.
В октябре 1924 года снова был направлен на учёбу на повторные курсы комсостава, дислоцированные в Харькове, которые закончил в августе 1925 года.
В ноябре 1928 года Шерстнёв был направлен на учёбу в Военно-политическую академию РККА, однако в июне 1929 года был переведён в Военную академию имени М. В. Фрунзе, после окончания которой в мае 1932 года был направлен в Минский укреплённый район (Белорусский военный округ), где служил на должностях начальника 1-й части и начальника штаба укреплённого района.
В ноябре 1936 года был назначен на должность начальника штаба 2-й стрелковой дивизии, в ноябре 1938 года — на должность преподавателя кафедры общей тактики Военной академии имени М. В. Фрунзе.
С октября 1939 по ноябрь 1941 года — начальника Одесского пехотного училища. В 1939 году избран депутатом Одесского городского совета.

### Великая Отечественная война
С началом войны Шерстнёв командовал сводным отрядом курсантов на Юго-Западном фронте.
В декабре 1941 года был назначен на должность командира 28-й стрелковой дивизии, принимавшей участие в ходе Торопецко-Холмской наступательной операции, в сентябре 1942 года — на должность заместителя начальника штаба Калининского фронта, а в ноябре — на должность заместителя командующего 22-й армией, которая вела оборонительные боевые действия юго-западнее Ржева, в марте 1943 года приняла участие в ходе Ржевско-Вяземской наступательной операции, а в апреле вела оборонительные боевые действия по восточному берегу Ловати на участке Холм — Великие Луки.
17 августа назначен на должность командира 90-го стрелкового корпуса, в июне 1944 года — на должность заместителя командующего 3-й ударной армией, а 29 августа — командир 79-го стрелкового корпуса, который 20 октября вышел на подступы к городу Салдус, тем самым осуществив блокаду войск противника на Курляндском полуострове.
23 октября 1944 года генерал-майор Григорий Иванович Шерстнёв подорвался на мине и умер от ран. Похоронен на кладбище Райниса в Риге.

## Награды
- Два ордена Красного Знамени;
- Орден Кутузова 2-й степени;
- Орден Кутузова 2-й степени;
- Два ордена Богдана Хмельницкого 2-й степени;
- Два ордена Красной Звезды;
- Медаль «XX лет Рабоче-Крестьянской Красной Армии»;
- Медали СССР.